# Mistrzostwa Świata Juniorów w Hokeju na Lodzie 2016/Elita
40. Mistrzostwa Świata Juniorów w Hokeju na Lodzie Elity 2016 odbyły się w Helsinkach, w dniach od 26 grudnia 2015 do 5 stycznia 2016. Mecze rozgrywano w Finlandii po raz piąty w historii.

## Organizacja
Lodowiska
| Hartwall Arena Pojemność: 13 349 | Helsinki Ice Hall Pojemność: 8 200 |
| -------------------------------- | ---------------------------------- |
|                                  |                                    |
| Finlandia – Helsinki             | Finlandia – Helsinki               |

W tej części mistrzostw uczestniczyło 10 najlepszych drużyn na świecie. System rozgrywania meczów był inny niż w niższych dywizjach. Najpierw drużyny rozgrywały mecze w fazie grupowej (2 grupy po 5 zespołów), systemem każdy z każdym. Po raz pierwszy w tych rozgrywkach zmieniono sposób kwalifikacji do fazy pucharowej. Pierwsze cztery zespoły w fazie grupowej awansowały do ćwierćfinałów. Zmianie uległa również formuła wyłonienia drużyny, która spada do pierwszej dywizji. Najsłabsza drużyna każdej z grup grała w fazie play-out do dwóch zwycięstw. Drużyna, która dwukrotnie przegrała spadła do niższej dywizji.

## Sędziowie
IIHF wyznaczyło 12 głównych arbitrów oraz 10 liniowych. Oto lista wybranych
| Sędziowie główni: - Aleksiej Anisimow - Andris Ansons - Stefan Fonselius - Brett Iverson - Daniel Konc - Mikael Nord - Vladimir Pešina - Daniel Piechaczek - Christopher Pitoscia - Aleksi Rantala - Jean-Philippe Sylvain - Marc Wiegand | Liniowi - Nicolas Chartrand-Piche - Matjaž Hribar - Rene Jensen - Roman Kaderli - Pasi Nieminen - Brian Oliver - Aleksandr Otmakow - Henrik Pihlblad - Hannu Sormunen - Alexander Waldejer |

## Faza grupowa
Grupa A
| 26 grudnia 2015 | Szwajcaria | 3:8 | Szwecja | Helsinki Ice Hall, Helsinki |

| Szczegóły      | Szczegóły                                                     | Szczegóły       | Szczegóły | Szczegóły                                                                                               |
| -------------- | ------------------------------------------------------------- | --------------- | --- | --- |
| Godzina: 16:00 | T. Kessler (EQ) 17:23 N. Rod (EQ) 27:11 T. Kessler (SH) 51:57 | (1:3, 1:3, 1:2) | 01:21 (EQ) W. Nylander 10:17 (EQ) O. Lindblom 19:31 (PP) D. Timashov 21:48 (PP) D. Timashov 24:17 (EQ) R. Asplund 32:50 (EQ) J. Forsbacka Karlsson 42:34 (EQ) J. Larsson 56:40 (EQ) A. Ollas Mattsson | Widzów: 5600 Sędzia główny: Andris Ansons Vladimir Pešina Sędziowie liniowi: Pasi Nieminen Brian Oliver |
| Godzina: 16:00 | 60 min. kar                                                   |                 | 10 min. kar | Widzów: 5600 Sędzia główny: Andris Ansons Vladimir Pešina Sędziowie liniowi: Pasi Nieminen Brian Oliver |

| 26 grudnia 2015 | Stany Zjednoczone | 4:2 | Kanada | Helsinki Ice Hall, Helsinki |

| Szczegóły      | Szczegóły                                                                            | Szczegóły       | Szczegóły                                   | Szczegóły                                                                                                  |
| -------------- | ------------------------------------------------------------------------------------ | --------------- | ------------------------------------------- | --- |
| Godzina: 20:00 | C. White (EQ) 36:33 Z. Werenski (PP) 47:22 L. Belpedio (EQ) 56:42 N. Paul (EQ) 26:56 | (0:0, 1:1, 3:1) | 25:06 (EQ) M. Barzal 57:23 (EQ) A. Matthews | Widzów: 6112 Sędzia główny: Mikael Nord Aleksi Rantala Sędziowie liniowi: Aleksandr Otmakow Hannu Sormunen |
| Godzina: 20:00 | 27 min. kar                                                                          |                 | 4 min. kar                                  | Widzów: 6112 Sędzia główny: Mikael Nord Aleksi Rantala Sędziowie liniowi: Aleksandr Otmakow Hannu Sormunen |

| 27 grudnia 2015 | Dania | 2:1 | Szwajcaria | Helsinki Ice Hall, Helsinki |

| Szczegóły      | Szczegóły                                | Szczegóły       | Szczegóły         | Szczegóły |
| -------------- | ---------------------------------------- | --------------- | ----------------- | --- |
| Godzina: 20:00 | S. Nielsen (EQ) 41:17 M. From (EQ) 46:20 | (0:1, 0:0, 2:0) | 08:21 (EQ) N. Rod | Widzów: 1596 Sędzia główny: Aleksiej Anisimow Christopher Pitoscia Sędziowie liniowi: Matjaž Hribar Alexander Waldejer |
| Godzina: 20:00 | 25 min. kar                              |                 | 4 min. kar        | Widzów: 1596 Sędzia główny: Aleksiej Anisimow Christopher Pitoscia Sędziowie liniowi: Matjaž Hribar Alexander Waldejer |

| 28 grudnia 2015 | Szwecja | 1:0 | Stany Zjednoczone | Helsinki Ice Hall, Helsinki |

| Szczegóły      | Szczegóły              | Szczegóły       | Szczegóły   | Szczegóły |
| -------------- | ---------------------- | --------------- | ----------- | --- |
| Godzina: 16:00 | A. Nylander (EQ) 22:41 | (0:0, 1:0, 0:0) |             | Widzów: 5415 Sędzia główny: Daniel Piechaczek Jean-Philippe Sylvain Sędziowie liniowi: Nicolas Chartrand-Piche Hannu Sormunen |
| Godzina: 16:00 | 16 min. kar            |                 | 12 min. kar | Widzów: 5415 Sędzia główny: Daniel Piechaczek Jean-Philippe Sylvain Sędziowie liniowi: Nicolas Chartrand-Piche Hannu Sormunen |

| 28 grudnia 2015 | Kanada | 6:1 | Dania | Helsinki Ice Hall, Helsinki |

| Szczegóły      | Szczegóły | Szczegóły       | Szczegóły          | Szczegóły                                                                                           |
| -------------- | --- | --------------- | ------------------ | --------------------------------------------------------------------------------------------------- |
| Godzina: 20:00 | A. Beauvillier (EQ) 13:52 J. Quenneville (EQ) 21:14 M. Barzal (PP) 25:03 L. Crouse (EQ) 25:54 M. Marner (EQ) 31:30 D. Strome (PP) 49:32 | (1:1, 4:0, 1:0) | 12:49 (EQ) A. True | Widzów: 5891 Sędzia główny: Daniel Konc Marc Wiegand Sędziowie liniowi: Roman Kaderli Pasi Nieminen |
| Godzina: 20:00 | 4 min. kar |                 | 10 min. kar        | Widzów: 5891 Sędzia główny: Daniel Konc Marc Wiegand Sędziowie liniowi: Roman Kaderli Pasi Nieminen |

| 29 grudnia 2015 | Szwajcaria | 2:3 pk. | Kanada | Helsinki Ice Hall, Helsinki |

| Szczegóły      | Szczegóły                              | Szczegóły                 | Szczegóły                                                        | Szczegóły                                                                                                  |
| -------------- | -------------------------------------- | ------------------------- | ---------------------------------------------------------------- | --- |
| Godzina: 20:00 | D. Riat (PP) 02:12 D. Meyer (EQ) 15:37 | (2:1, 0:1, 0:0, 0:0, 0:1) | 19:37 (EQ) D. Strome 32:17 (EQ) J. Hicketts 65:00 (PEN) B. Point | Widzów: 3522 Sędzia główny: Stefan Fonselius Mikael Nord Sędziowie liniowi: Henrik Pihlblad Hannu Sormunen |
| Godzina: 20:00 | 8 min. kar                             |                           | 4 min. kar                                                       | Widzów: 3522 Sędzia główny: Stefan Fonselius Mikael Nord Sędziowie liniowi: Henrik Pihlblad Hannu Sormunen |

| 30 grudnia 2015 | Szwecja | 5:0 | Dania | Helsinki Ice Hall, Helsinki |

| Szczegóły      | Szczegóły | Szczegóły       | Szczegóły   | Szczegóły |
| -------------- | --- | --------------- | ----------- | --- |
| Godzina: 16:00 | A. Kempe (EQ) 00:13 G. Forsling (PP) 10:22 O. Lindblom (EQ) 37:17 W. Lagesson (EQ) 50:02 A. Nylander (EQ) 55:55 | (2:0, 1:0, 2:0) |             | Widzów: 4193 Sędzia główny: Aleksi Rantala Marc Wiegand Sędziowie liniowi: Aleksandr Otmakow Alexander Waldejer |
| Godzina: 16:00 | 4 min. kar |                 | 10 min. kar | Widzów: 4193 Sędzia główny: Aleksi Rantala Marc Wiegand Sędziowie liniowi: Aleksandr Otmakow Alexander Waldejer |

| 30 grudnia 2015 | Stany Zjednoczone | 10:1 | Szwajcaria | Helsinki Ice Hall, Helsinki |

| Szczegóły      | Szczegóły | Szczegóły       | Szczegóły           | Szczegóły                                                                                              |
| -------------- | --- | --------------- | ------------------- | --- |
| Godzina: 20:00 | C. Dvorak (EQ) 07:23 A. Matthews (EQ) 08:26 B. Carlo (EQ) 10:13 Z. Werenski (EQ) 12:59 M. Tkachuk (EQ) 15:10 N. Schmaltz (EQ) 16:33 M. Tkachuk (EQ) 22:12 A. Matthews (PP) 28:09 C. White (SH) 29:00 R. Donato (EQ) 30:58 | (6:0, 4:1, 0:0) | 21:26 (EQ) T. Meier | Widzów: 3701 Sędzia główny: Daniel Konc Daniel Piechaczek Sędziowie liniowi: Rene Jensen Pasi Nieminen |
| Godzina: 20:00 | 6 min. kar |                 | 14 min. kar         | Widzów: 3701 Sędzia główny: Daniel Konc Daniel Piechaczek Sędziowie liniowi: Rene Jensen Pasi Nieminen |

| 31 grudnia 2015 | Dania | 1:4 | Stany Zjednoczone | Helsinki Ice Hall, Helsinki |

| Szczegóły      | Szczegóły            | Szczegóły       | Szczegóły                                                                           | Szczegóły |
| -------------- | -------------------- | --------------- | ----------------------------------------------------------------------------------- | --- |
| Godzina: 16:00 | M. Lassen (EQ) 10:14 | (1:1, 0:1, 0:2) | 17:04 (EQ) A. Matthews 24:02 (EQ) S. Milano 45:40 (EQ) C. White 47:43 (PP) A. Bjork | Widzów: 5128 Sędzia główny: Stefan Fonselius Brett Iverson Sędziowie liniowi: Nicolas Chartrand-Piche Henrik Pihlblad |
| Godzina: 16:00 | 6 min. kar           |                 | 2 min. kar                                                                          | Widzów: 5128 Sędzia główny: Stefan Fonselius Brett Iverson Sędziowie liniowi: Nicolas Chartrand-Piche Henrik Pihlblad |

| 31 grudnia 2015 | Kanada | 2:5 | Szwecja | Helsinki Ice Hall, Helsinki |

| Szczegóły      | Szczegóły                                    | Szczegóły       | Szczegóły | Szczegóły                                                                                                   |
| -------------- | -------------------------------------------- | --------------- | --- | --- |
| Godzina: 20:00 | M. Stephens (EQ) 15:51 M. Marner (PP2) 54:10 | (1:2, 0:1, 1:2) | 04:37 (PP) A. Nylander 07:08 (PP) G. Forsling 33:38 (PP) A. Kempe 47:09 (EQ) A. Karlsson 59:49 (EQ) R. Asplund | Widzów: 7003 Sędzia główny: Aleksiej Anisimow Vladimir Pešina Sędziowie liniowi: Pasi Nieminen Brian Oliver |
| Godzina: 20:00 | 20 min. kar                                  |                 | 14 min. kar | Widzów: 7003 Sędzia główny: Aleksiej Anisimow Vladimir Pešina Sędziowie liniowi: Pasi Nieminen Brian Oliver |

Tabela
| Lp. | Zespół            | M | Pkt | Z | Zd | Pd | P | G+ | G- | +/− |
| --- | ----------------- | - | --- | - | -- | -- | - | -- | -- | --- |
| 1.  | Szwecja           | 4 | 12  | 4 | 0  | 0  | 0 | 19 | 5  | +14 |
| 2.  | Stany Zjednoczone | 4 | 9   | 3 | 0  | 0  | 1 | 18 | 6  | +13 |
| 3.  | Kanada            | 4 | 6   | 1 | 1  | 0  | 2 | 13 | 12 | +1  |
| 4.  | Dania             | 4 | 3   | 1 | 0  | 0  | 3 | 4  | 16 | –12 |
| 5.  | Szwajcaria        | 4 | 1   | 0 | 0  | 1  | 3 | 7  | 23 | –16 |

    = awans do ćwierćfinałów     = baraż o utrzymanie
Grupa B
| 26 grudnia 2015 | Czechy | 1:2 pk. | Rosja | Hartwall Arena, Helsinki |

| Szczegóły      | Szczegóły            | Szczegóły                 | Szczegóły                                   | Szczegóły |
| -------------- | -------------------- | ------------------------- | ------------------------------------------- | --- |
| Godzina: 14:00 | M. Spacek (PS) 33:54 | (0:0, 1:0, 0:1, 0:0, 0:1) | 49:09 (EQ) A. Lauta 65:00 (PEN) M. Łazariew | Widzów: 10 106 Sędzia główny: Stefan Fonselius Daniel Piechaczek Sędziowie liniowi: Nicolas Chartrand-Piche Henrik Pihlblad |
| Godzina: 14:00 | 27 min. kar          |                           | 6 min. kar                                  | Widzów: 10 106 Sędzia główny: Stefan Fonselius Daniel Piechaczek Sędziowie liniowi: Nicolas Chartrand-Piche Henrik Pihlblad |

| 26 grudnia 2015 | Finlandia | 6:0 | Białoruś | Hartwall Arena, Helsinki |

| Szczegóły      | Szczegóły | Szczegóły       | Szczegóły   | Szczegóły                                                                                                   |
| -------------- | --- | --------------- | ----------- | --- |
| Godzina: 18:00 | J. Puljujärvi (EQ) 37:14 P. Laine (EQ) 41:33 S. Niku (EQ) 45:46 J. Puljujärvi (PP) 47:26 S. Repo (EQ) 53:04 M. Rantanen (SH) 59:40 | (0:0, 1:0, 5:0) |             | Widzów: 12222 Sędzia główny: Daniel Konc Jean-Philippe Sylvain Sędziowie liniowi: Matjaž Hribar Rene Jensen |
| Godzina: 18:00 | 8 min. kar |                 | 18 min. kar | Widzów: 12222 Sędzia główny: Daniel Konc Jean-Philippe Sylvain Sędziowie liniowi: Matjaž Hribar Rene Jensen |

| 27 grudnia 2015 | Białoruś | 2:4 | Słowacja | Hartwall Arena, Helsinki |

| Szczegóły      | Szczegóły                                        | Szczegóły       | Szczegóły                                                                        | Szczegóły                                                                                              |
| -------------- | ------------------------------------------------ | --------------- | -------------------------------------------------------------------------------- | --- |
| Godzina: 16:00 | W. Malinouski (EQ) 11:33 R. Wasilczuk (PP) 22:21 | (1:1, 1:1, 0:2) | 06:56 (EQ) P. Koch 32:28 (EQ) F. Lestan 40:19 (EQ) L. Hrusik 59:41 (EQ) J. Siska | Widzów: 1472 Sędzia główny: Stefan Fonselius Marc Wiegand Sędziowie liniowi: Rene Jensen Roman Kaderli |
| Godzina: 16:00 | 10 min. kar                                      |                 | 4 min. kar                                                                       | Widzów: 1472 Sędzia główny: Stefan Fonselius Marc Wiegand Sędziowie liniowi: Rene Jensen Roman Kaderli |

| 28 grudnia 2015 | Słowacja | 0:2 | Czechy | Hartwall Arena, Helsinki |

| Szczegóły      | Szczegóły  | Szczegóły       | Szczegóły                                    | Szczegóły |
| -------------- | ---------- | --------------- | -------------------------------------------- | --- |
| Godzina: 14:00 |            | (0:0, 0:1, 0:1) | 36:58 (PP) D. Pastrnak 51:55 (PQ) D. Lakatos | Widzów: 8998 Sędzia główny: Andris Ansons Aleksi Rantala Sędziowie liniowi: Aleksandr Otmakow Alexander Waldejer |
| Godzina: 14:00 | 6 min. kar |                 | 4 min. kar                                   | Widzów: 8998 Sędzia główny: Andris Ansons Aleksi Rantala Sędziowie liniowi: Aleksandr Otmakow Alexander Waldejer |

| 28 grudnia 2015 | Rosja | 6:4 | Finlandia | Hartwall Arena, Helsinki |

| Szczegóły      | Szczegóły | Szczegóły       | Szczegóły                                                                         | Szczegóły |
| -------------- | --- | --------------- | --------------------------------------------------------------------------------- | --- |
| Godzina: 18:00 | K. Kaprizow (PP) 06:11 A. Swietłakow (SH) 28:48 P. Kraskowski (PP) 32:29 W. Kamieniew (PP) 35:28 A. Połunin (EQ) 36:05 R. Fazlejew (EQ) 53:48 | (1:2, 4:1, 1:1) | 04:13 (EQ) S. Aho 18:53 (EQ) P. Laine 20:53 (PP) A. Saarela 41:18 (EQ) A. Saarela | Widzów: 12 526 Sędzia główny: Brett Iverson Christopher Pitoscia Sędziowie liniowi: Brian Oliver Henrik Pihlblad |
| Godzina: 18:00 | 12 min. kar |                 | 12 min. kar                                                                       | Widzów: 12 526 Sędzia główny: Brett Iverson Christopher Pitoscia Sędziowie liniowi: Brian Oliver Henrik Pihlblad |

| 29 grudnia 2015 | Białoruś | 1:4 | Rosja | Hartwall Arena, Helsinki |

| Szczegóły      | Szczegóły              | Szczegóły       | Szczegóły                                                                                  | Szczegóły                                                                                              |
| -------------- | ---------------------- | --------------- | ------------------------------------------------------------------------------------------ | --- |
| Godzina: 16:00 | A. Pacenkin (EQ) 46:14 | (0:3, 0:0, 1:1) | 10:00 (PP) M. Łazariew 15:42 (PP) A. Połunin 18:19 (EQ) W. Kamieniew 47:41 (EQ) A. Połunin | Widzów: 2342 Sędzia główny: Andris Ansons Vladimir Pešina Sędziowie liniowi: Matjaž Hribar Rene Jensen |
| Godzina: 16:00 | 6 min. kar             |                 | 6 min. kar                                                                                 | Widzów: 2342 Sędzia główny: Andris Ansons Vladimir Pešina Sędziowie liniowi: Matjaž Hribar Rene Jensen |

| 30 grudnia 2015 | Czechy | 5:3 | Białoruś | Hartwall Arena, Helsinki |

| Szczegóły      | Szczegóły                                                                                                   | Szczegóły       | Szczegóły                                                                  | Szczegóły |
| -------------- | --- | --------------- | -------------------------------------------------------------------------- | --- |
| Godzina: 14:00 | S. Stransky (EQ) 15:39 D. Lakatos (EQ) 32:26 J. Smejkal (EQ) 52:06 R. Vesely (EQ) 54:20 D. Masin (EQ) 59:40 | (1:0, 1:3, 3:0) | 20:43 (EQ) S. Falkouski 30:26 (PP) J. Szaranhowicz 37:31 (PP) W. Gonczarow | Widzów: 8456 Sędzia główny: Brett Iverson Jean-Philippe Sylvain Sędziowie liniowi: Nicolas Chartrand-Piche Roman Kaderli |
| Godzina: 14:00 | 4 min. kar                                                                                                  |                 | 2 min. kar                                                                 | Widzów: 8456 Sędzia główny: Brett Iverson Jean-Philippe Sylvain Sędziowie liniowi: Nicolas Chartrand-Piche Roman Kaderli |

| 30 grudnia 2015 | Słowacja | 3:8 | Finlandia | Hartwall Arena, Helsinki |

| Szczegóły      | Szczegóły                                                    | Szczegóły       | Szczegóły | Szczegóły |
| -------------- | ------------------------------------------------------------ | --------------- | --- | --- |
| Godzina: 18:00 | M. Sukel (PP) 09:50 R. Bondra (EQ) 11:55 P. Maier (PP) 45:27 | (2:1, 0:2, 1:5) | 15:15 (PP) S. Aho 34:07 (PP) A. Saarela 38:22 (EQ) R. Hintz 40:28 (EQ) J. Puljujärvi 42:41 (PP) S. Aho 51:52 (EQ) P. Laine 52:30 (PP) K. Kapanen 57:42 (EQ) K. Bjorkqvist | Widzów: 12 723 Sędzia główny: Aleksiej Anisimow Christopher Pitoscia Sędziowie liniowi: Matjaž Hribar Brian Oliver |
| Godzina: 18:00 | 18 min. kar                                                  |                 | 8 min. kar | Widzów: 12 723 Sędzia główny: Aleksiej Anisimow Christopher Pitoscia Sędziowie liniowi: Matjaž Hribar Brian Oliver |

| 31 grudnia 2015 | Rosja | 2:1 | Słowacja | Hartwall Arena, Helsinki |

| Szczegóły      | Szczegóły                               | Szczegóły       | Szczegóły           | Szczegóły |
| -------------- | --------------------------------------- | --------------- | ------------------- | --- |
| Godzina: 14:00 | A. Lauta (EQ) 15:29 J. Rykow (EQ) 29:12 | (1:0, 1:1, 0:0) | 35:50 (EQ) C. Jaros | Widzów: 6497 Sędzia główny: Mikael Nord Jean-Philippe Sylvain Sędziowie liniowi: Roman Kaderli Hannu Sormunen |
| Godzina: 14:00 | 14 min. kar                             |                 | 8 min. kar          | Widzów: 6497 Sędzia główny: Mikael Nord Jean-Philippe Sylvain Sędziowie liniowi: Roman Kaderli Hannu Sormunen |

| 31 grudnia 2015 | Finlandia | 5:4 | Czechy | Hartwall Arena, Helsinki |

| Szczegóły      | Szczegóły | Szczegóły       | Szczegóły                                                                              | Szczegóły |
| -------------- | --- | --------------- | -------------------------------------------------------------------------------------- | --- |
| Godzina: 18:00 | J. Puljujärvi (PP) 20:57 R. Hintz (EQ) 28:06 A. Kalapudas (PP) 30:46 J. Puljujärvi (PP) 50:10 P. Laine (EQ) 54:13 | (0:0, 3:3, 2:1) | 24:22 (EQ) J. Smejkal 26:08 (EQ) J. Ordos 39:27 (EQ) D. Sklenicka 48:37 (EQ) M. Spacek | Widzów: 12 198 Sędzia główny: Andris Ansons Marc Wiegand Sędziowie liniowi: Aleksandr Otmakow Alexander Waldejer |
| Godzina: 18:00 | 8 min. kar |                 | 10 min. kar                                                                            | Widzów: 12 198 Sędzia główny: Andris Ansons Marc Wiegand Sędziowie liniowi: Aleksandr Otmakow Alexander Waldejer |

Tabela
| Lp. | Zespół    | M | Pkt | Z | Zd | Pd | P | G+ | G- | +/− |
| --- | --------- | - | --- | - | -- | -- | - | -- | -- | --- |
| 1.  | Rosja     | 4 | 11  | 3 | 1  | 0  | 0 | 14 | 7  | +7  |
| 2.  | Finlandia | 4 | 9   | 3 | 0  | 0  | 1 | 23 | 13 | +10 |
| 3.  | Czechy    | 4 | 7   | 2 | 0  | 1  | 1 | 12 | 10 | +2  |
| 4.  | Słowacja  | 4 | 3   | 1 | 0  | 0  | 3 | 8  | 14 | –6  |
| 5.  | Białoruś  | 4 | 0   | 0 | 0  | 0  | 4 | 6  | 19 | –13 |

    = awans do ćwierćfinałów     = baraż o utrzymanie

## Turniej play-out
| 2 stycznia 2016 | Szwajcaria | 5:1 | Białoruś | Helsinki Ice Hall, Helsinki |

| Szczegóły      | Szczegóły                                                                                            | Szczegóły       | Szczegóły              | Szczegóły                                                                                            |
| -------------- | --- | --------------- | ---------------------- | --- |
| Godzina: 12:00 | N. Rod (EQ) 06:36 D. Malgin (EQ) 35:56 D. Riat (EQ) 38:41 J. Privet (EQ) 51:05 Timo Meier (PP) 58:59 | (1:1, 2:0, 2:0) | 01:59 (PP) D. Bujnicki | Widzów: 453 Sędzia główny: Daniel Konc Vladimir Pešina Sędziowie liniowi: Rene Jensen Hannu Sormunen |
| Godzina: 12:00 | 8 min. kar                                                                                           |                 | 26 min. kar            | Widzów: 453 Sędzia główny: Daniel Konc Vladimir Pešina Sędziowie liniowi: Rene Jensen Hannu Sormunen |

| 3 stycznia 2016 | Białoruś | 2:6 | Szwajcaria | Helsinki Ice Hall, Helsinki |

| Szczegóły      | Szczegóły                                        | Szczegóły       | Szczegóły | Szczegóły                                                                                              |
| -------------- | ------------------------------------------------ | --------------- | --- | --- |
| Godzina: 12:00 | D. Bujnicki (EQ) 15:20 D. Filippowicz (EQ) 16:44 | (2:3, 0:3, 0:0) | 03:41 (EQ) P. Suter 03:50 (EQ) P. Suter 12:43 (PP) P. Suter 28:18 (PP) N. Rod 31:52 (EQ) C. Thurkauf 35:21 (EQ) D. Meyer | Widzów: 748 Sędzia główny: Aleksiej Anisimow Mikael Nord Sędziowie liniowi: Rene Jensen Hannu Sormunen |
| Godzina: 12:00 | 16 min. kar                                      |                 | 14 min. kar | Widzów: 748 Sędzia główny: Aleksiej Anisimow Mikael Nord Sędziowie liniowi: Rene Jensen Hannu Sormunen |

Drużyna Białorusi spadła do I Dywizji.

## Faza pucharowa
Ćwierćfinały
| 2 stycznia 2016 | Rosja | 4:3 pd. | Dania | Hartwall Arena, Helsinki |

| Szczegóły      | Szczegóły                                                                                  | Szczegóły            | Szczegóły                                                          | Szczegóły                                                                                              |
| -------------- | ------------------------------------------------------------------------------------------ | -------------------- | ------------------------------------------------------------------ | --- |
| Godzina: 14:00 | J. Korszkow (EQ) 02:49 A. Lauta (EQ) 52:31 W. Kamieniew (EQ) 59:16 W. Kamieniew (EQ) 65:00 | (1:0, 0:2, 2:1, 1:0) | 22:37 (EQ) M. Jensen 29:20 (EQ) T. Olsen 54:36 (EQ) E. Christensen | Widzów: 8869 Sędzia główny: Aleksi Rantala Marc Wiegand Sędziowie liniowi: Matjaž Hribar Roman Kaderli |
| Godzina: 14:00 | 14 min. kar                                                                                |                      | 2 min. kar                                                         | Widzów: 8869 Sędzia główny: Aleksi Rantala Marc Wiegand Sędziowie liniowi: Matjaž Hribar Roman Kaderli |

| 2 stycznia 2016 | Szwecja | 6:0 | Słowacja | Helsinki Ice Hall, Helsinki |

| Szczegóły      | Szczegóły | Szczegóły       | Szczegóły   | Szczegóły |
| -------------- | --- | --------------- | ----------- | --- |
| Godzina: 16:00 | J. Eriksson Ek (EQ) 05:10 O. Lindblom (PP) 11:35 E. Ehn (EQ) 30:07 A. Kempe (EQ) 43:43 J. Looke (SH) 45:36 A. Nylander (EQ) 56:57 | (2:0, 1:0, 3:0) |             | Widzów: 3796 Sędzia główny: Andris Ansons Jean-Philippe Sylvain Sędziowie liniowi: Aleksandr Otmakow Alexander Waldejer |
| Godzina: 16:00 | 12 min. kar |                 | 14 min. kar | Widzów: 3796 Sędzia główny: Andris Ansons Jean-Philippe Sylvain Sędziowie liniowi: Aleksandr Otmakow Alexander Waldejer |

| 2 stycznia 2016 | Finlandia | 6:5 | Kanada | Hartwall Arena, Helsinki |

| Szczegóły      | Szczegóły | Szczegóły       | Szczegóły                                                                                                | Szczegóły |
| -------------- | --- | --------------- | --- | --- |
| Godzina: 18:00 | P. Laine (EQ) 19:49 A. Kalapudas (EQ) 26:18 A. Saarela (PP) 35:44 J. Nattinen (EQ) 37:17 S. Aho (EQ) 44:21 P. Laine (PP2) 54:10 | (1:2, 3:1, 2:2) | 05:21 (EQ) T. Konecny 10:59 (EQ) D. Strome 27:20 (EQ) M. Réway 43:14 (PP) M. Marner 47:57 (PP) M. Marner | Widzów: 13 016 Sędzia główny: Daniel Piechaczek Christopher Pitoscia Sędziowie liniowi: Brian Oliver Henrik Pihlblad |
| Godzina: 18:00 | 12 min. kar |                 | 18 min. kar                                                                                              | Widzów: 13 016 Sędzia główny: Daniel Piechaczek Christopher Pitoscia Sędziowie liniowi: Brian Oliver Henrik Pihlblad |

| 2 stycznia 2016 | Stany Zjednoczone | 7:0 | Czechy | Helsinki Ice Hall, Helsinki |

| Szczegóły      | Szczegóły | Szczegóły       | Szczegóły   | Szczegóły |
| -------------- | --- | --------------- | ----------- | --- |
| Godzina: 20:00 | N. Schmaltz (EQ) 05:17 C. Dvorak (EQ) 15:14 A. Matthews (EQ) 24:15 A. Matthews (PP) 29:08 S. Eansor (SH) 38:04 A. Matthews (PP) 40:24 A. Debrincat (EQ) 51:53 | (2:0, 3:0, 2:0) |             | Widzów: 3113 Sędzia główny: Stefan Fonselius Brett Iverson Sędziowie liniowi: Nicolas Chartrand-Piche Pasi Nieminen |
| Godzina: 20:00 | 6 min. kar |                 | 10 min. kar | Widzów: 3113 Sędzia główny: Stefan Fonselius Brett Iverson Sędziowie liniowi: Nicolas Chartrand-Piche Pasi Nieminen |

Półfinały
| 4 stycznia 2016 | Szwecja | 1:2 | Finlandia | Hartwall Arena, Helsinki |

| Szczegóły      | Szczegóły             | Szczegóły       | Szczegóły                                   | Szczegóły |
| -------------- | --------------------- | --------------- | ------------------------------------------- | --- |
| Godzina: 16:00 | R. Asplund (EQ) 10:17 | (1:0, 0:2, 0:0) | 31:08 (EQ) R. Hintz 33:04 (PP) A. Kalapudas | Widzów: 13 340 Sędzia główny: Daniel Piechaczek Christopher Pitoscia Sędziowie liniowi: Brian Oliver Aleksandr Otmakow |
| Godzina: 16:00 | 20 min. kar           |                 | 6 min. kar                                  | Widzów: 13 340 Sędzia główny: Daniel Piechaczek Christopher Pitoscia Sędziowie liniowi: Brian Oliver Aleksandr Otmakow |

| 4 stycznia 2016 | Rosja | 2:1 | Stany Zjednoczone | Hartwall Arena, Helsinki |

| Szczegóły      | Szczegóły                                       | Szczegóły       | Szczegóły            | Szczegóły |
| -------------- | ----------------------------------------------- | --------------- | -------------------- | --- |
| Godzina: 20:00 | P. Kraskowski (EQ) 35:08 J. Korszkow (EQ) 37:56 | (0:1, 2:0, 0:0) | 09:03 (EQ) C. Dvorak | Widzów: 11 812 Sędzia główny: Brett Iverson Andris Ansons Sędziowie liniowi: Nicolas Chartrand-Piche Pasi Nieminen |
| Godzina: 20:00 | 4 min. kar                                      |                 | 8 min. kar           | Widzów: 11 812 Sędzia główny: Brett Iverson Andris Ansons Sędziowie liniowi: Nicolas Chartrand-Piche Pasi Nieminen |

Mecz o trzecie miejsce
| 5 stycznia 2016 | Szwecja | 3:8 | Stany Zjednoczone | Hartwall Arena, Helsinki |

| Szczegóły      | Szczegóły                                                              | Szczegóły       | Szczegóły | Szczegóły |
| -------------- | ---------------------------------------------------------------------- | --------------- | --- | --- |
| Godzina: 16:00 | W. Lagesson (EQ) 17:39 C. Grundstrom (EQ) 18:34 A. Holstrom (EQ) 58:28 | (2:2, 0:4, 1:2) | 11:59 (EQ) A. Bjork 15:32 (EQ) M. Tkachuk 22:17 (EQ) B. Boeser 24:06 (EQ) R. Donato 36:31 (EQ) A. Bjork 39:51 (EQ) B. Carlo 43:38 (EQ) R. Donato 51:12 (EQ) M. Tkachuk | Widzów: 10 899 Sędzia główny: Stefan Fonselius Aleksi Rantala Sędziowie liniowi: Nicolas Chartrand-Piche Pasi Nieminen |
| Godzina: 16:00 | 8 min. kar                                                             |                 | 10 min. kar | Widzów: 10 899 Sędzia główny: Stefan Fonselius Aleksi Rantala Sędziowie liniowi: Nicolas Chartrand-Piche Pasi Nieminen |

Finał
| 5 stycznia 2016 | Rosja | 3:4 pd. | Finlandia | Hartwall Arena, Helsinki |

| Szczegóły      | Szczegóły                                                                 | Szczegóły            | Szczegóły                                                                          | Szczegóły |
| -------------- | ------------------------------------------------------------------------- | -------------------- | ---------------------------------------------------------------------------------- | --- |
| Godzina: 20:30 | W. Kamieniew (PP) 04:50 A. Swietłakow (EQ) 41:41 A. Swietłakow (EQ) 59:54 | (1:0, 0:0, 2:3, 0:1) | 40:24 (EQ) P. Laine 50:07 (EQ) A. Aho 57:51 (PP) M. Rantanen 61:33 (EQ) K. Kapanen | Widzów: 13 479 Sędzia główny: Brett Iverson Christopher Pitoscia Sędziowie liniowi: Brian Oliver Henrik Pihlblad |
| Godzina: 20:30 | 40 min. kar                                                               |                      | 4 min. kar                                                                         | Widzów: 13 479 Sędzia główny: Brett Iverson Christopher Pitoscia Sędziowie liniowi: Brian Oliver Henrik Pihlblad |

## Statystyki
- Klasyfikacja strzelców:  Patrik Laine /  Auston Matthews – 7 goli[2]
- Klasyfikacja asystentów:  Jesse Puljujärvi – 12 asyst[3]
- Klasyfikacja kanadyjska:  Jesse Puljujärvi – 17 punktów[4]
- Klasyfikacja +/−:  Zach Werenski – +10[5]

## Nagrody
Najbardziej Wartościowy Zawodnik (MVP) turnieju
- Jesse Puljujärvi

Nagrody IIHF dla najlepszych zawodników
- Bramkarz:  Linus Söderström
- Obrońca:  Zach Werenski
- Napastnik:  Jesse Puljujärvi

Skład Gwiazd turnieju
- Bramkarz:  Linus Söderström
- Obrońcy:  Olli Juolevi,  Zach Werenski
- Napastnicy:  Jesse Puljujärvi,  Patrik Laine,  Auston Matthews